# W. Edwards Deming
William Edwards Deming (Sioux City, Iowa, 1900. október 14. – Washington, 1993. december 20.) amerikai statisztikus, tanácsadó.

## Pályafutása
A Yale Egyetemen végzett, majd a Mezőgazdasági Minisztériumban helyezkedett el. Akkoriban a mezőgazdaság nagy haladást ért el a statisztikai módszerek alkalmazásával, amiket Deming is oktatott az agrármérnököknek. A második világháború alatt Shewharttal közösen azon dolgozott, hogy a katonai felszerelések minősége minél jobb legyen, és minél nagyobb hatékonysággal lehessen őket előállítani. Szemináriumokat tartottak a témában, amiket több ezer mérnök látogatott meg, de a felsővezetők távol maradtak.
1947-ben Tokióba küldték tanácsadóként, ahol találkozott több japán felsővezetővel. Ezeket a vezetőket érdekelték Deming módszerei, és megkérték, tartson előadásokat. Az elsőt 1950 júliusában tartotta. 10 évvel később, miután statisztikai módszereit széles körben alkalmazni kezdték a japán iparban, a japán áruk exportja magasba szökött, olcsóbbak és jobbak lettek, mint az amerikai áruk.
Az 1980-as évekig az amerikai vállalatok körében nem ért el sikereket Deming statisztikákon alapuló módszere, mivel a cégek a Taylor-i tömegtermelési technikában bíztak. Egy televíziós megjelenés után azonban 4 napos szemináriumok keretében kezdte oktatni módszerét, 1981 és 1993 között 250 szemináriumot tartott, körülbelül 120000 embernek. Hatására az amerikai cégek vezetési stílusa is megváltozott, mivel nem csak a minőséggel, de a menedzsment-technikákkal is foglalkozott.
Véleménye szerint a „menedzselés” szó azt jelenti, hogy a folyamatokat ellenőrzés alatt kell tartani, koordinálni kell a műveleteket és fel kell készülni a jövőre. Deming szerint az uralkodó menedzselési stílus zsákutca, mert a hangsúly a versenyen van és a pénz általi vezetés óriási pénzügyi veszteségeket, szegénységet és munkanélküliséget okoz. Az általa javasolt vezetési stílus a tudásra helyezi a hangsúlyt, ami a cégek legfontosabb erőforrása. Ez a fő mondanivalója művének, a 7 halálos szervezeti betegségnek. Deming a kitalálója és alkalmazója a PDCA-ciklusnak, valamint róla nevezték el a Deming-díjat, amit a minőség terén végzett kimagasló munkájukért kaphatnak meg a cégek.

## Művei
- Out of the Crisis. MIT Center for Advanced Engineering Study, 1986, ISBN 0-911379-01-0
- The New Economics for Industry, Government, Education, MIT Press, 2000, 0-262-54116-5
- Some Theory of Sampling, Dover Publications, 1966, 0-486-64684-X